# Cristal Records

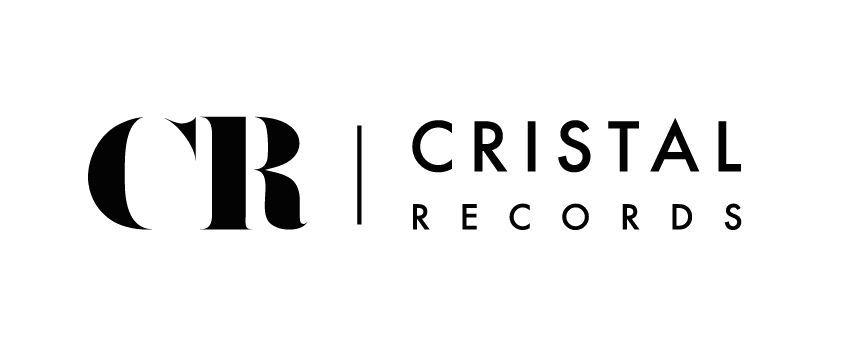
Logo

Cristal Records ist ein unabhängiges Musiklabel, das 1996 in La Rochelle gegründet wurde.

## Geschichte
Cristal Records wurde von dem Produzenten Éric Debègue (* 1967) bewusst als Alternative zu den großen Tonträgerunternehmen gegründet und fokussierte auf den Jazz; bereits seit 1992 bestand zuvor Cristal Production als Künstlerkollektiv. Parallel dazu existiert unter dem Namen Cristal Publishing ein Musikverlag. Der Katalog konzentrierte sich zunächst auf Jazz. Das Label vertritt Musiker wie Pol Belardi, Pierre Bertrand, Stéphane Bertrand, Carine Bonnefoy, Jean-Christophe Cholet, Sophia Domancich, David Enhco, Antonio Faraò, Dominique Fillon, Nicolas Folmer, Riccardo Del Fra, Pierre-Alain Goualch, Simon Goubert, John Greaves, Olivier Hutman, Petros Klampanis, Lionel Martin, Mico Nissim, Paris Jazz Big Band, Eric Plandé, David Reinhardt, Yochk’o Seffer, Mario Stanchev, Sébastien Texier oder Catia Werneck.
Die Übernahme des von Franck Hagège gegründeten Independent-Labels RDC Records, das neben seinen Jazzproduktionen vor allem im Akkordeonbereich bekannt ist (und auch mehrere Werke von Django Reinhardt einbrachte), ermöglichte es Ende 2005, den Produktions- und Verlagskatalog zu erweitern und weitere Geschäftsfelder wie Filmmusik zu erschließen. Das Label hat mehrere Unterlabel für verschiedene Genres geschaffen: 10h10 für Weltmusik, Song, Hip-Hop, Electro, BOriginal für Filmmusik, Le label dans la Forêt, das Produktionen für ein junges Publikum herausgibt; unter Cristal Records wird weiterhin Jazz vermarktet. Dabei legte das Label auch Sammlungen vor, z. B. Chansons Creoles (2012) oder Cristal Records Presents Jazz Guitar (2016) und CD-Boxen, z. B. mit Sängerinnen (Les Prima Donna du Jazz, 2012).